# Вежховисько (Лодзинське воєводство)
Вежховисько (пол. Wierzchowisko) — село в Польщі, у гміні Жарнув Опочинського повіту Лодзинського воєводства.
Населення — 104 особи (2011).
У 1975-1998 роках село належало до Пйотрковського воєводства.

## Демографія
Демографічна структура станом на 31 березня 2011 року:
|          | Загалом | Допрацездатний вік | Працездатний вік | Постпрацездатний вік |
| -------- | ------- | ------------------ | ---------------- | -------------------- |
| Чоловіки | 49      | 6                  | 31               | 12                   |
| Жінки    | 55      | 3                  | 28               | 24                   |
| Разом    | 104     | 9                  | 59               | 36                   |